# Association francophone de la Vallée d'Annapolis
L’Association francophone de la Vallée (AFV) a pour but de promouvoir la langue française et la culture francophone dans la vallée d'Annapolis. Elle est membre de la Fédération acadienne de la Nouvelle-Écosse (FANE) depuis 1996.

## Histoire
Si la Vallée de l’Annapolis a bien été la « première Acadie », de 1604 à 1755, et si elle occupe une place majeure dans l’histoire acadienne, ce n’est qu’en 1996 qu’elle sera reconnue par la FANE comme une « région acadienne ». Il aura fallu attendre que la communauté francophone de la région devienne assez nombreuse ou visible pour permettre la création d’un premier « comité régional ». Celui-ci fera adopter la proposition présentée par Henri-Dominique Paratte et Marie Comeau de reconnaitre la Vallée, de Windsor à Digby, comme une région acadienne.
Premier représentant régional au Conseil scolaire acadien provincial et directeur de l'École Rose-des-Vents, Louis Cormier assure le premier mandat de président de l'AFV. Hélène Lavigne lui a succédé et occupe encore cette fonction à ce jour.
Le « comité régional » devient en 2000 l’Association francophone de la Vallée d'Annapolis pour assurer le développement de la communauté francophone. En 2003, la construction d'un centre scolaire communautaire débute à côté de L'École Rose-des-Vents. Depuis 2008, l'AFV occupe les locaux du centre qui contiennent également un site P@C et une garderie francophone.